# Ornithogalum improbum
Ornithogalum improbum là một loài thực vật có hoa trong họ Măng tây. Loài này được Speta mô tả khoa học đầu tiên năm 1992.